# ティルヴァンナーマライの戦い
ティルヴァンナーマライの戦い（ティルヴァンナーマライのたたかい、英語: Battle of Tiruvannamalai）は第一次マイソール戦争において、マドラス軍が勝利した2つの戦闘のうちの1つ（もう1つはセンガムの戦い）。1767年9月25日、ジョセフ・スミス大佐率いる東インド会社の陸軍とハイダル・アリーの軍の間で戦われた。

## 背景
18世紀のはじめのインド亜大陸ではムガル帝国がその領域のほとんどを支配していたが、ムガル皇帝アウラングゼーブが1707年に死去すると支配が弱まり始め、各地の地方政権が離反、独立して戦いを繰り広げた。1740年代から1750年代になると、フランスとイギリスの植民地会社が地方諸侯の争いに介入、1757年から1763年までの第三次カーナティック戦争ではイギリスがボンベイ、マドラス、カルカッタを獲得、インド最大の植民地勢力となった。このうち、インド南東部のマドラスの領有は同じく南東部のカルナータカ太守ムハンマド・アリー・ハーン（在位：1749年 - 1795年）との条約が強く影響していた。東部のほかの勢力は元ムガル帝国の副王で1720年代に独立したニザーム王国と、西ガーツ山脈と東ガーツ山脈の間の高原を領土とするマイソール王国とがある。マイソール王国は名目的にはオデヤ朝の支配下だったが1761年にはムスリムのハイダル・アリーに支配権を奪われた。これらの勢力はお互いに戦争を繰り広げ、ときにはフランスとインドの植民地会社を味方に引き入れようとした。一方の植民地勢力も介入してあわよくば領土を奪取したり税金を徴収したりしようとした。ヨーロッパの軍事力と軍隊の練度がインドのよりはるかに上回ったため、少数のヨーロッパ軍でも大勢の（訓練の行き届いていない）インド人歩兵や騎兵に勝てたのであった。

## 経過
1767年9月3日のセンガムの戦いでハイダル・アリーに勝利したマドラス軍は同25日にティルヴァンナーマライで再度会戦に挑んだ。マドラス軍は会戦に勝利し、マイソール軍は4000人と64丁の銃を失った。イギリスは1790年にティプー・スルターンに奪われるまでティルヴァンナーマライを保持した。

## その後
戦闘に負けた後、ハイダル・アリーはイギリス軍に和平を申し込んだが断られ、続いて全軍を集結させて再度決戦に挑んだ。今度は大勝を収めたハイダル・アリーはマドラスまで後5マイルのところまで攻め寄せ、イギリスはあわてて講和した。1769年4月3日に結ばれたマドラス条約では相互の占領地と捕虜の返還、および防衛同盟などが定められた。